# Liste der Kulturdenkmäler in Gelenberg
In der Liste der Kulturdenkmäler in Gelenberg sind alle Kulturdenkmäler der rheinland-pfälzischen Ortsgemeinde Gelenberg aufgeführt. Grundlage ist die Denkmalliste des Landes Rheinland-Pfalz (Stand: 17. Juli 2023).

## Einzeldenkmäler
| Bezeichnung                           | Lage               | Baujahr | Beschreibung               | Bild                           |
| ------------------------------------- | ------------------ | ------- | -------------------------- | ------------------------------ |
| Katholische Filialkirche St. Wendelin | Kirchstraße 1 Lage | 1848    | zweiachsiger Saalbau, 1848 | weitere Bilder Fotos hochladen |